# هیپو فسفورو اسید
هیپو فسفرو اسید (به انگلیسی: Hypophosphorous acid) با فرمول شیمیایی H۳PO۲ یک ترکیب شیمیایی با شناسه پاب‌کم ۳۰۸۵۱۲۷ است. که جرم مولی آن 66.00 g/mol می‌باشد. شکل ظاهری این ترکیب، بلورهای بی‌رنگ آب شونده یا مایع روغنی است.
این ماده خاصیت اسیدی دارد که به گروه OH موجود در ساختار مولکول مربوط است:
{\displaystyle {\ce {H3PO2 +H2O <=> H3O+ + H2PO2-}}}
بنابراین هیپوفسفرو اسید یک اسید تک پروتونی به شمار می‌رود که خاصیت اسیدی ضعیفی دارد (pKa=1/2).